# Primeval (Buffy the Vampire Slayer)
Primeval (Primigenio España y Primitivo en América Latina) es el vigésimo primer episodio de la cuarta temporada de la serie de televisión estadounidense Buffy, la cazavampiros.

## Argumento
Adam le explica a Riley (Marc Blucas) que la Dra. Walsh le implantó un modificador del comportamiento en su sistema nervioso. Cuando Riley le dice a Adam que le va a detener, este le ordena sentarse y el chico obedece. Llega Spike (James Marsters), que quiere que le quiten el chip. Adam le dice que debe llevar a Buffy hacia la Iniciativa para que mate tantos demonios como pueda antes de acabar con ella. Spike se da cuenta de que si Willow y Buffy no se hablan, la Cazadora no conseguirá entrar en la Iniciativa.
Willow (Alyson Hannigan) y Tara (Amber Benson) van a casa de Giles (Anthony Head) para recoger el portátil y los disquetes. Anya (Emma Caufield) va a ver a Xander (Nicholas Brendon) y lo encuentra todavía en la cama. Este le dice que se alistará en el ejército porque tal vez sea un fracasado sin futuro. Anya le dice que le ama y que lo que piensen los demás no importa. Buffy (Sarah Michelle Gellar) encuentra la guarida de Adam en la cueva donde este mató a Forrest, pero está vacía. En ese momento, Adam lleva a Riley a una zona secreta de la Iniciativa donde empezará la fabricación de la nueva raza. Riley ve horrorizado cómo Adam ha reconstruido a Walsh (Lindsay Crouse), Angleman (Jack Stehlin) y Forrest (Leonard Roberts).
En la cueva, Buffy se encuentra con Spike, quien le pregunta por la información que le dio a Willow. Cuando Buffy le dice que todavía no ha sido descifrada, Buffy se da cuenta de quién es el causante de la pelea cuando Spike dice que se va a quedar sin su recompensa. En el cuarto de Tara, mientras Willow trabaja con los disquetes éstos comienzan a descifrarse solos y en ese momento Buffy llama por el teléfono.
Buffy, Willow, Giles y Xander se encuentran en el campus. Buffy les explica que ha sido Spike el que ha ido sembrado dudas entre ellos. A pesar de darse cuenta de que Spike los ha manipulado, la situación es tensa. Buffy advierte que hay tantos demonios en la Iniciativa para matar a los soldados y obtener así componentes para iniciar la fabricación.
Después de una reunión en casa de Giles, los cuatro se dirigen a la Iniciativa para hacer un hechizo. Mientras bajan a la Iniciativa, la pandilla hace las paces. Cuando abren las puertas aparece un grupo de soldados armados. Adam ve que los amigos de Buffy todavía están con ella y Spike se ve obligado a huir.
Buffy intenta explicar que Adam está planeando un ataque desde un laboratorio secreto construido para el proyecto 314. Desde su sala de control, Adam abre las puertas y los demonios escapan. El Coronel (Conor O'Farrell) va con sus hombres a ver lo que sucede, dejando sólo a dos vigilando a la pandilla. Buffy se deshace de ellos en un momento y Willow toma los controles, localizando el lugar en el que se encuentra Adam.
Los cuatro atraviesan lo que ahora es un campo de batalla para llegar al cuarto que protege la entrada al escondite de Adam. Buffy se dirige a su encuentro mientras los otros preparan el ritual. Buffy lucha con Forrest mientras Riley toma un trozo de cristal y se arranca el chip, con lo que ahora puede ayudarla en su pelea contra Forrest, Walsh y Angleman. Tras acabar con los dos últimos, Riley se queda para luchar contra Forrest mientras Buffy va a buscar a Adam. Pelean hasta que los otros tres terminan el hechizo y sus fuerzas se unen al cuerpo de Buffy, quien finalmente arranca el núcleo de uranio del cuerpo de Adam.
El hechizo se deshace y un demonio intenta atacar a los que hacían el hechizo, pero Spike llega a tiempo de salvarles y evitar así que se venguen de él por haber ayudado a Adam. Buffy y Riley se unen a ellos. Mientras tanto, en una sala de conferencias secreta del gobierno deciden cerrar la Iniciativa.

## Reparto

### Personajes principales
- Sarah Michelle Gellar como Buffy Summers.
- Nicholas Brendon como Xander Harris.
- Alyson Hannigan como Willow Rosenberg.
- Marc Blucas como Riley Finn.
- James Marsters as Spike.
- Anthony Stewart Head como Rupert Giles.

### Apariciones especiales
- Emma Caulfield como Anya.
- Leonard Roberts como Forrest Gates.
- Amber Benson como Tara.
- Bailey Chase como Graham Miller.
- Jack Stehlin como Dr. Angleman.
- Conor O'Farrell como Coronel McNamara.
- George Hertzberg como Adam.
- Lindsay Crouse como Maggie Walsh.
- Adam.

### Personajes secundarios
- Bob Fimiani como Mr. Ward
- Jordi Vilasuso como Dixon.

## Producción